# 瓦克拉維爾卡山
12°28′33″S 75°24′06″W / 12.47583°S 75.40167°W\
瓦克拉維爾卡山（Waqra Willka），是秘魯的山峰，位於該國中部胡寧大區，由萬卡約省的上瓊戈斯區負責管轄，屬於安地斯山脈的一部分，海拔高度5,066米。